# Grote Markt (Turnhout)
De Grote Markt is het centrale plein in de Belgische stad Turnhout.
Dit trapeziumvormige plein wordt gedomineerd door de Sint-Pieterskerk.
De rooilijnen van dit plein lagen in de 10e eeuw al vast, maar de bebouwing is veel jonger. De oudste nog aanwezige resten zijn de onderbouw van de westtoren van de kerk, en een romaanse gemetselde kelder in pand Grote Markt 52, beide 13e-eeuws.
Hoewel sommige huizen een oudere kern bezitten, is de aanblik van de gevels voornamelijk 19e- en 20e-eeuws.
Van 1779-1788 werd ten noorden en ten oosten van de kerk een rij huizen gebouwd. In 1961-1968 werden de huizen gesloopt en zo werd de rooilijn van het oorspronkelijke plein weer intact.
In de 2e helft van de 20e eeuw kwamen er ook grootschalige gebouwen, met name het Stadhuis van Turnhout, dat in 1959-1961 werd gebouwd. Het oude historische stadhuis, én een patriciërshuis, werd toen gesloopt.